# Israel nos Jogos Olímpicos de Verão de 2000
Israel participou dos Jogos Olímpicos de Verão de 2000 em Sydney, Austrália.